# Josef Di Pauli

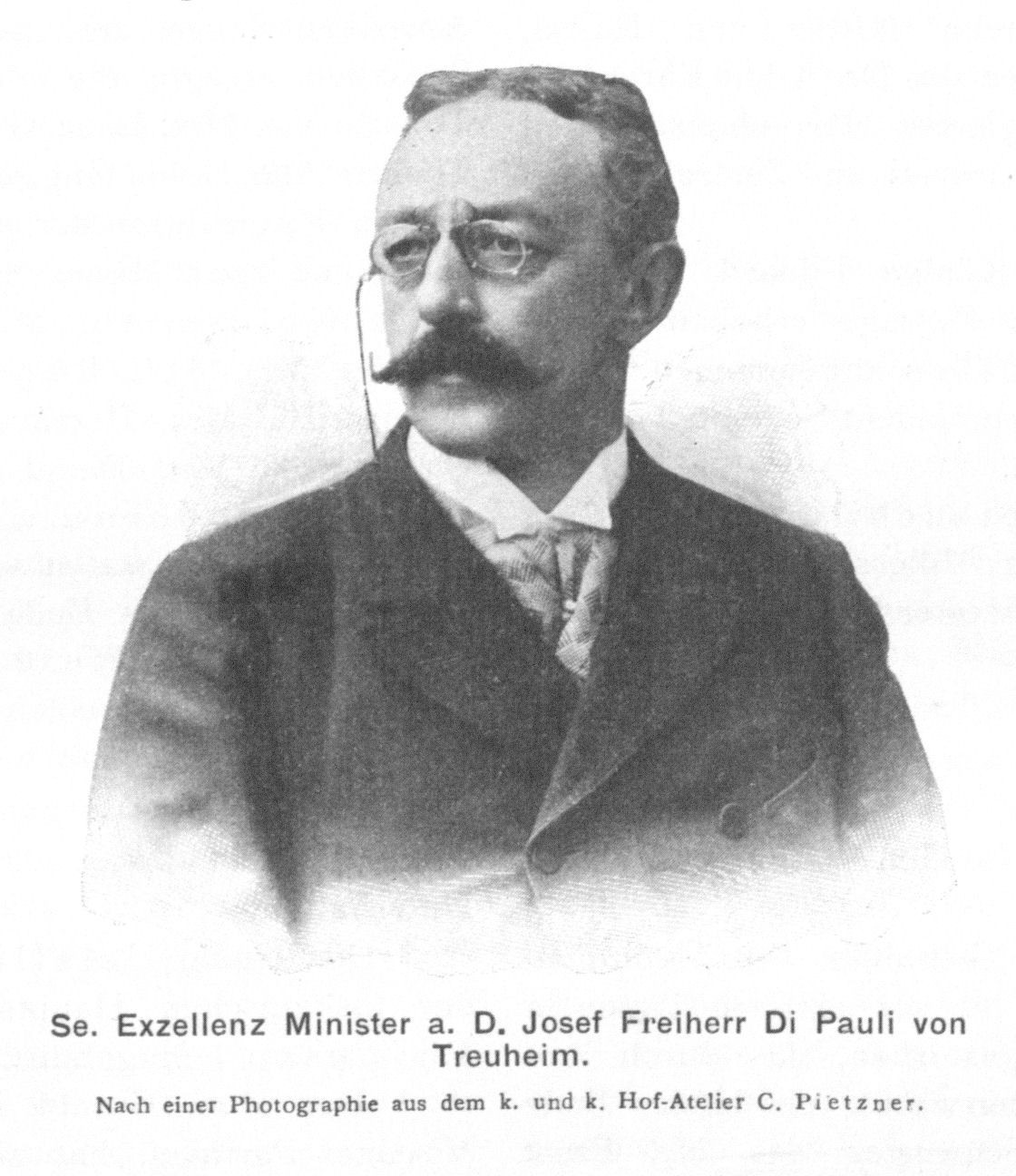
Porträt Josef Di Paulis von Carl Pietzner

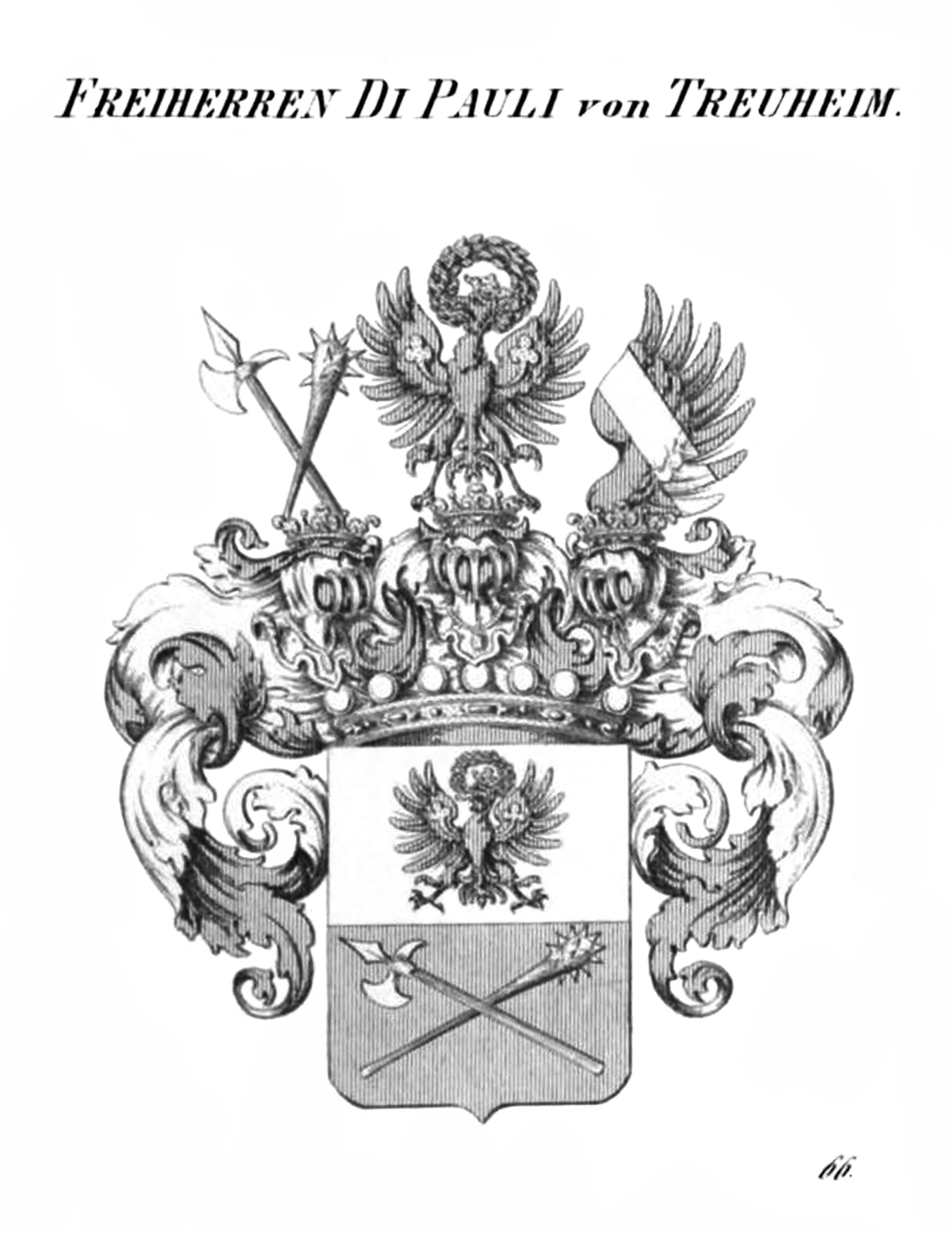
Wappen der Freiherren Di Pauli von Treuheim nach Konrad Tyroff

Josef Maria Valentin Freiherr Di Pauli von Treuheim (auch Josef von Dipauli, * 9. März 1844 in Innsbruck; † 29. Jänner 1905 in Wien) war ein österreichischer Politiker und 1898–1899 Handelsminister.

## Leben
Josef Di Pauli wurde als Sohn des k. k. Landesgerichtsrats Alois Di Pauli von Treuheim (1806–1889) und dessen Ehefrau Karoline geb. Schasser von Thannheim geboren. In einem Tiroler Landesschützenbataillon kämpfte er 1866 als Freiwilliger im Krieg gegen Italien. 1870 trat er als Leutnant in die päpstliche Armee ein und kehrte nach deren Auflösung nach Südtirol zurück, wo er sich der Bewirtschaftung seiner Weingüter widmete.
1873 saß er erstmals als Abgeordneter im cisleithanischen Reichsrat in Wien und erneut von 1877 bis 1885 als Mitglied der Reichspartei. 1891 wurde er erneut gewählt und trat dem Hohenwart-Klub Karl Sigmund von Hohenwarts bei. Er wechselte kurzzeitig zum Zentrum-Klub Aloys von Liechtensteins, kehrte aber wieder zu Hohenwart zurück. Da es aber weiterhin zu Differenzen mit Hohenwart kam, gründete er 1895 die Katholische Volkspartei, deren Politik er als Obmann leitete. Zuerst stand er der Christlichsozialen Partei nahe, doch das änderte sich, als er im Gegensatz zu dieser die Badenische Sprachenverordnung unterstützte.
Am 6. Oktober 1898 wurde er als Nachfolger von Joseph Maria Baernreither Handelsminister im Ministerium Thun. Beim Sturz des Kabinetts trat auch er am 2. Oktober 1899 von seinem Amt zurück. Im Jahr 1899 wurde er zum Geheimen Rat ernannt und bekam die Eiserne Krone I. Klasse verliehen.
Nachdem er bei der Reichsratswahl 1900 gegen den Christlichsozialen Josef Schraffl unterlag, verließ er die Politik. Kurz vor seinem Tod wurde Di Pauli Mitglied des Herrenhauses auf Lebenszeit. Er starb am frühen Morgen des 29. Jänners 1905 und wurde in der Familiengruft in Kaltern bestattet.

## Familie
Josef Di Pauli war verheiratet mit Antonia, geborene Zallinger von Stillendorf, und hatte mit ihr drei Kinder.